# Malouetia gracillima
Malouetia gracillima är en oleanderväxtart som beskrevs av R. E. Woodson. Malouetia gracillima ingår i släktet Malouetia och familjen oleanderväxter. Inga underarter finns listade i Catalogue of Life.